# Claire Mohant
 (mai 2011).
Si vous disposez d'ouvrages ou d'articles de référence ou si vous connaissez des sites web de qualité traitant du thème abordé ici, merci de compléter l'article en donnant les références utiles à sa vérifiabilité et en les liant à la section « Notes et références ».
Claire Mohant, née à Nancy le 2 avril 1851 et décédée à Toulouse le 30 décembre 1919, est une scientifique française. Botaniste très influente à son époque, elle a contribué à de nombreuses recherches et découvertes dans le domaine génétique et botanique, notamment sur les formes fractales végétales. Elle a aussi porté beaucoup d'intérêt aux travaux de ses contemporains du milieu artistique nancéien, en plein effervescence avec l'émergence du mouvement de l'École de Nancy.

## Biographie
Son père Jules Mohant (1823-1894) était professeur de mathématiques à la faculté des sciences ; sa mère Sophie Moine (1818-1896), fille de la femme de chambre de la famille Mohant, épouse Jules Mohant en 1851. Claire Mohant était la dernière d'une famille de trois enfants. Étudiante brillante, elle intègre en 1869 la faculté des sciences de Nancy, où elle recevra notamment les enseignements d'Alexandre Godron. Elle réalise par la suite des recherches sur la structure de plantes comme la fougère ou la berce du Caucase, et on lui reconnait depuis peu la première description de formes fractales végétales.
Devenue l'amie d'Émile Gallé, lui-même fervent botaniste, elle aura de multiples échanges avec lui. Cette amitié lui ouvrira les portes de l'École de Nancy et elle aura une influence intellectuelle certaine au sein de ce mouvement artistique grandement inspiré par les formes végétales.

## Famille
Elle épouse Hector Tham, chef d'atelier dans une usine Gallé, le 10 janvier 1875.
Ils ont eu un enfant, Caroline Tham (30 avril 1878-18 janvier 1952), humaniste.